# تيفاش
تيفاش بلدية في دائرة مداوروش، ولاية سوق أهراس، وهي مدينة أثرية تتموقع على بعد 33 كلم عن مدينة سوق أهراس، يعود تأسيسها للقرن الثاني بعد الميلاد في حقبة الأمبراطور تراجان في عام 534 تم أحتلالها من طرف البيزنطينيين الذين حولوها إلى حصن كقاعدة خلفية إستراتيجية تعمل على صد الهجومات الخارجية، يوجد بها بقايا قلعة وسور بيزنطي لنقاش تيبازة نوميديا، وهي مسقط رأس والد المرحومة وردة الجزائرية في مشتة صالح ذيب.

## الموقع
تقع بلدية تيفاش في ولاية سوق أهراس، يحدها من شمال: الحنانشة، خميسة من الغرب: الراقوبة، من الشرق الزعرورية، من الجنوب: الدريعة، الراقوبة.

## تاريخ
تميزت منطقة تيفاش بأنها منطقة عسكرية وأيضا مركز أقتصادي وزراعي كبير. ينتسب اليها الكثير من المفكرين والعلماء منهم أحمد التيفاشي، تيفاش على بعد 21 كم من مدينة سدراتة تستقبلكم تيفاش وسط سهول عذراء، تعود أصول مدينة تيفاش إلى النوميديين حيث عثر على غرف جنائزية محفورة في الجدران والعديد من الكتابات الليبية التي تعود إلى الفترة البونيقية، تأسست المدينة بين القرنين الخامس والرابع قبل الميلاد، بنيت في نهاية سلسلة من الجبال المطلة على سهول تيفاش، أعتبرت بذللك حصنا طبيعيا للدفاع ضد الغزوات الخارجية وهي عادة من عادات البربر في بناء المدن، أحتفضت تيفاش على مر العصور بتسميتها الفينيقية تيبازة النوميدية والتي تعني (مكان التوقف)، وقد عثر في الموقع على قطع نقدية تحمل التسمية المذكورة وناقشات لاتينية تحتوي على أسم تيباسا نوميداروم، خلال القرن الثاني ميلادي وتحت حكم الإمبراطور تراجان رقيت إلى بلدية تحت وصاية رومانية.
بنا الرومان في تيفاش العديد من معاصر الزيتون وهذا يدل على إنتاجها الوافر لزيت الزيتون الذي نقلته أمواج البحر الأبيض المتوسط إلى روما، خلال العهد الوندالي أنتشرت بها المسيحية والكنائس وخصصت لها أسقفية، بقدوم البيزنطيين حولوا المدينة إلى قلعة حصينة بعد سنة 534م وجعلوا منها نقطة إستراتيجية في إخماد الثورات والغزوات البربرية.

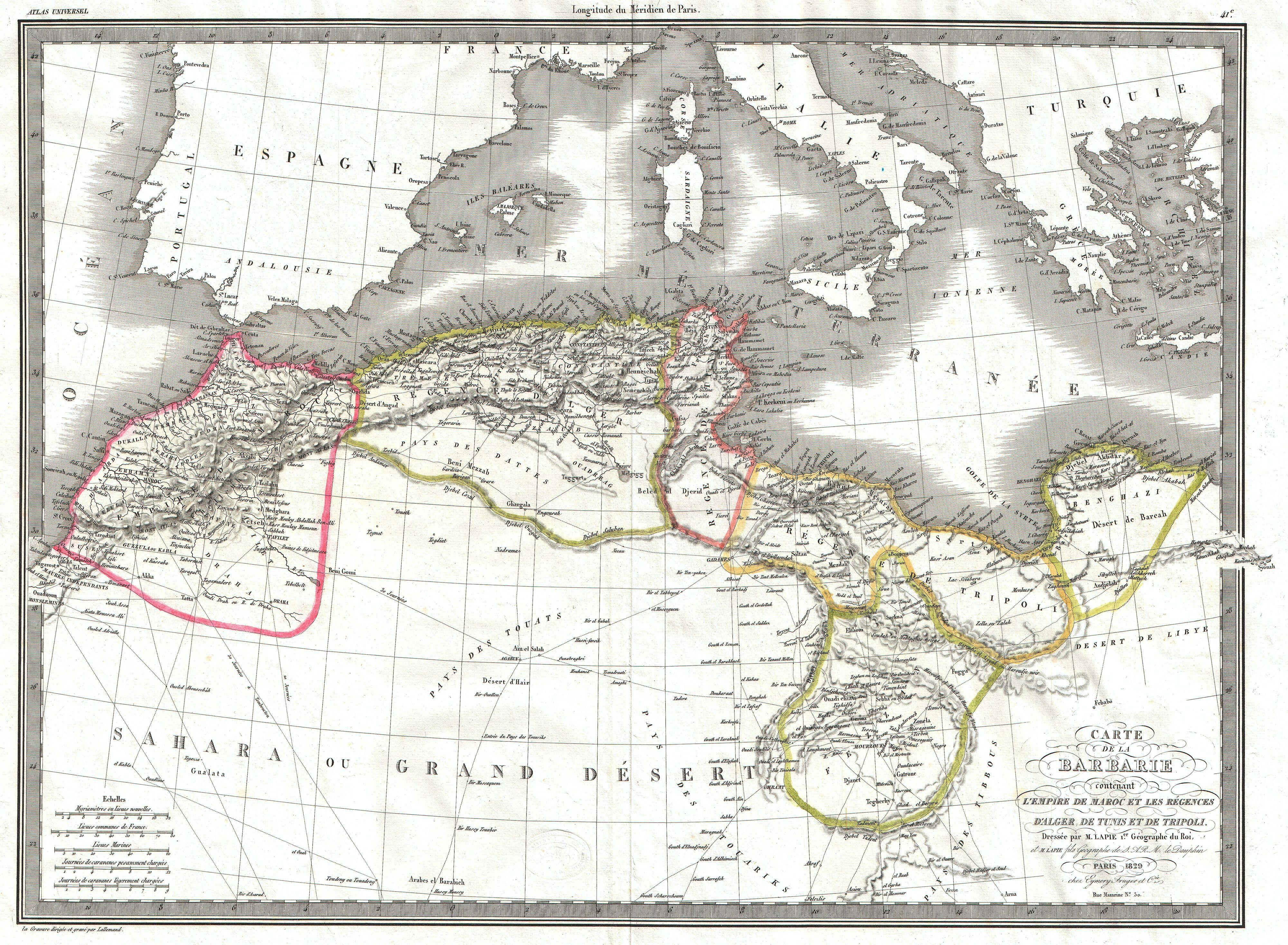
خريطة شمال أفريقيا سنة 1829 فيها مدينة تيفاش بجانب سوق أهراس بأسم: تاجيلت (Tajilt).

ببلاد إفريقية بينها وبين الأربس مرحلة وهي بقرب ملاق وهي مدينة أولية شامخة البناء وتسمى تيفاش الظالمة، وفيها عيون ومزارع كثيرة، وهي في سفح جبل وفيها آثار كثيرة وعليها سور قديم بالحجر، ولها بساتين ورياضات وأكثر غلاتها الشعير، وإليها ينسب مؤلف كتاب «'مشكاة أنوار الخلفاء وعيون أخبار الظرفاء»' عمر التيفاشي، وهو كتاب مطول حسن ممتع ضاهى به عقد أبن عبد ربه فأبدع، وله «قادمة الجناح في آداب النكاح» وبأرض تيفاش كانت الوقيعة العظيمة لسلطان إفريقية الأمير أبي زكريا على هوارة في سنة ست وثلاثين وستمائة بمقربة من جبل الأوراس، وكانوا طغوا وبغوا وصارت لهم شوكة ومنعوا الحقوق للسلطان.

### تيجس
بمقربة من تيفاش بقرب وادي الدنانير عند قصر الإفريقي، وهي مدينة أولية شامخة البناء كثيرة الكلأ والربيع.

## أعلام المدينة
أحمد التيفاشي  عالم معادن وقانون وأجتماع وفلك وشاعر عربي، مولولد سنة 580ه (1184م) في عهد دولة الموحدين بتيفاش.
- الشهيد بوبكر الناصر:[5] مجاهد وشهيد.
- سانت كريستين: الشهيد الذي حكم عليه بالإعدام في 304 بتيفاش.
- الراحل صالح مشنتل:[6] من مواليد 5 ديسمبر 1928 ببلدية تيفاش بولاية سوق أهراس ودرس بجامع الزيتونة بتونس، ليعمل بعد عودته إلى الجزائر مدرسا بمعهد الكتانية بقسنطينة حيث تتلمذ على يديه الرئيسين الراحلين هواري بومدين وعلي كافي، وقد التحق الراحل بصفوف جيش التحرير الوطني عام 1956 بالقسمة الأولى للمنطقة الثالثة للقاعدة الشرقية وتقلد رتبة ملازم أول ضمن الفيلق الثالث حيث خاض العديد من المعارك ضد جيش الاحتلال الفرنسي من بينها معارك المشري والنوادر والواسطة إلى أن أصيب سنة 1958 بجروح على مستوى رجله اليسرى بإحدى المعارك، وبعد الاستقلال، تقلد عدة مناصب منها مديرا عاما للمتحف الوطني للمجاهد سنة 1973 ورئيسا للجنة الوطنية لكتابة تاريخ الثورة الجزائرية قبل وفاته في10 ماي 2013 عنابة.

## المنابع المائية
- منبع عين قطارة بلدية تيفاش.

## وصلات خارجية
- اكتشاف العديد من القطع الأثرية وقبور بعظام آدمية تعود إلى الحقبة الرومانية في سوق أهراس
- موقع تيفاش على موقع أخبار بلادي.
- احمد بن يوسف التيفاشي.